# Ivanka pri Nitre
Ivanka pri Nitre (in ungherese Nyitraivánka) è un comune della Slovacchia facente parte del distretto di Nitra, nella regione omonima.